# انزو امانوئله
انزو امانوئله (زادهٔ ۱۰ ژوئن ۱۹۷۷) یک آسیب‌شناس بالینی اهل ایتالیا است که به‌دلیل پژوهش‌های میان‌رشته‌ای خود در حوزهٔ علوم اعصاب رفتاری شناخته شده است. او پایه‌های بیوشیمیایی جاذبه میان‌فردی عاشقانه را گسترش داده است و نوروتروفین فاکتور رشد عصبی (NGF) را به‌عنوان یک واسطهٔ بیوشیمیایی کلیدی در عاشق شدن شناسایی کرده است. این پژوهش در رسانه‌های عمومی مورد انتقاد قرار گرفته است. در سال ۲۰۰۸، پژوهش ژنتیکی او که ارتباط بین چندریختی‌های ژنی سروتونین و دوپامین با برخی از سبک‌های عشق را نشان داد، برندهٔ جایزه بین‌المللی زدِنِک کلاین برای رفتارشناسی انسانی از دانشگاه کارل در پراگ، جمهوری چک شد.
امانوئله همچنین به‌دلیل پژوهش‌هایش در زمینهٔ نشانگرهای زیستی آترواسکلروز شناخته شده است. در ۳ اکتبر ۲۰۰۹، انجمن ایتالیایی مطالعه آترواسکلروز (SISA)، شاخهٔ لمباردی، جایزهٔ جووانی گالی را به دلیل مشارکت‌های علمی او در حوزهٔ نشانگرهای زیستی قلبی‌عروقی به او اهدا کرد. او مدرک دکترای پزشکی خود را از دانشگاه پاویا در پاویا، ایتالیا در سال ۲۰۰۲ دریافت کرد.
امانوئله ویراستار همکار مجله آترواسکلروزیس (Atherosclerosis) است. او همچنین عضو هیئت تحریریه مجله آموزش ویژه و توانبخشی است.

## مشارکت‌ها در علم
- شناسایی sRAGE، شکل محلول گیرنده محصولات نهایی گلیکاسیون پیشرفته، که با آترواسکلروز،[۸] زوال عقل،[۹] و طول عمر مرتبط است.[۱۰]
- شناسایی نوروتروفین عامل رشد عصبی (NGF) به عنوان یک واسطه بیوشیمیایی در عاشق شدن انسان‌ها.[۱۱]
- بررسی ژنتیکی سیستم جفت‌یابی انسانی و سبک‌های عشق.[۳]
- شناسایی نشانگر زیستی مرتبط با اوتیسم.[۱۲]
- ژنتیک بیماری آلزایمر پراکنده.[۱۳]
- شناسایی نشانگر زیستی مرتبط با رفتار پرخاشگرانه در حیوانات اهلی.[۱۴]
- بررسی نقش سروتونین و اسیدهای چرب امگا-۳ در اقتصاد عصبی تجربی.[۱۵]
- پژوهشگران به سرپرستی دکتر انزو امانوئله ارتباط ژنتیکی سلولیت را با پلی‌مورفیسم‌های خاص در ژن‌های آنزیم مبدل آنژیوتانسین و فاکتور ۱ آ القاشونده توسط هایپوکسی شناسایی کرده‌اند.[۱۶]